# Алексєєвський район (Татарстан)
Алексєєвський район (рос. Алексеевский район, тат. Alekseyevsk rayonı, Алексеевск районы) — муніципальний район у складі Республіки Татарстан Російської Федерації.
Адміністративний центр — селище міського типу Алексєєвське.
На території району знаходиться Білярський музей-заповідник.

## Адміністративний устрій
До складу району входять одне міське та 19 сільських поселень:
1. Алексєєвське міське поселення
2. Білярське сільське поселення
3. Бутлеровське сільське поселення
4. Великополянське сільське поселення
5. Великотіганське сільське поселення — центр с. Великі Тігани
6. Войкинське сільське поселення
7. Єриклинське сільське поселення
8. Куркульське сільське поселення
9. Курналінське сільське поселення
10. Лебединське сільське поселення
11. Лебяжинське сільське поселення
12. Левашевське сільське поселення
13. Майнське сільське поселення
14. Підлісно-Шенталінське сільське поселення
15. Родниковське сільське поселення
16. Ромодановське сільське поселення
17. Сахаровське сільське поселення
18. Середньотиганське сільське поселення
19. Степношенталинське сільське поселення
20. Ялкинське сільське поселення

## Персоналії
- Павєлкін Михайло Іванович — радянський військовий діяч, генерал-лейтенант танкових військ.